# Plectrone romblonica
Plectrone romblonica är en skalbaggsart som beskrevs av Miksic 1983. Plectrone romblonica ingår i släktet Plectrone och familjen Cetoniidae. Inga underarter finns listade i Catalogue of Life.